# یاکلین رنتریا
یاکلین رنتریا (اسپانیایی: Jackeline Rentería‎؛ زادهٔ ۲۳ فوریه ۱۹۸۶) کشتی‌گیر زن اهل کلمبیا است.
وی در مسابقات کشوری و بین‌المللی در مجموع برندهٔ ۱ مدال طلا، ۱ مدال نقره، ۴ مدال برنز شده‌است.